# As the Flower Withers
As the Flower Withers debitantski je studijski album britanskog doom metal sastava My Dying Bride. Album je 22. svibnja 1992. godine objavila diskografska kuća Peaceville Records. Ovo je jedini album grupe na kojem se pjevač Aaron Stainthorpe koristi isključivo tehnikom growlanja.

## O skladbama
Mnoge pjesme na ovom albumu pojavile su se u različitim inačicama na ostalim izdanjima skupine. "Sear Me" prva je u trilogiji pjesama koje nose taj naziv; njen se nastavak, "Sear Me MCMXCIII", pojavio 1993. godine na albumu Turn Loose the Swans te je na njemu sastav svirao samo klavijature i violinu, dok je posljednji dio trilogije, "Sear Me III", objavljen 1999. godine na albumu The Light at the End of the World, bio sličniji prvom dijelu.
"The Bitterness and the Bereavement" razvila se iz ranijeg demouratka, koji je grupa samostalno objavila na EP-u Unreleased Bitterness 1993. godine. Ta se inačica pjesme pojavljuje i na digipak reizdanju As the Flower Withersa, kao i na kompilaciji najboljih skladbi i rariteta Meisterwerk 1. "Vast Choirs" prerađena je inačica pjesme koja se pojavljuje na prvom snimljenom uratku sastava, demu Towards the Sinister. Ta se demoinačica kasnije pojavila na kompilaciji Meisterwerk 2 i reizdanju albuma Trinity 2004. godine. Skladbu "The Return of the Beautiful" grupa je ponovno snimila za album The Dreadful Hours iz 2001. godine te je novoj inačici ime promijenila u "The Return to the Beautiful". Koncertne inačice pjesme "The Forever People" nalaze se na ograničenim inačicama albuma The Angel and the Dark River i For Darkest Eyes. Skupina često svira ovu pjesmu na kraju svojih nastupa.
Tekst pjesme "Sear Me" napisan je na latinskom jeziku.

## Popis pjesama
Tekstovi: Aaron Stainthorpe. 
| 1.    | »Silent Dance« (instrumental)        | 2:13  |
| 2.    | »Sear Me«                            | 9:05  |
| 3.    | »The Forever People«                 | 4:09  |
| 4.    | »The Bitterness and the Bereavement« | 7:37  |
| 5.    | »Vast Choirs«                        | 8:15  |
| 6.    | »The Return of the Beautiful«        | 12:49 |
| 44:08 |                                      |       |

| Bonus skladbe s reizdanja iz 2004. godine | Bonus skladbe s reizdanja iz 2004. godine | Bonus skladbe s reizdanja iz 2004. godine | Bonus skladbe s reizdanja iz 2004. godine | Bonus skladbe s reizdanja iz 2004. godine | Bonus skladbe s reizdanja iz 2004. godine | Bonus skladbe s reizdanja iz 2004. godine | Bonus skladbe s reizdanja iz 2004. godine | Bonus skladbe s reizdanja iz 2004. godine | Bonus skladbe s reizdanja iz 2004. godine |
| Br.                                       | Skladba                                   | Trajanje                                  |                                           |                                           |                                           |                                           |                                           |                                           |                                           |
| ----------------------------------------- | ----------------------------------------- | ----------------------------------------- | ----------------------------------------- | ----------------------------------------- | ----------------------------------------- | ----------------------------------------- | ----------------------------------------- | ----------------------------------------- | ----------------------------------------- |
| 7.                                        | »Erotic Literature«                       | 5:12                                      |                                           |                                           |                                           |                                           |                                           |                                           |                                           |
| 8.                                        | »Unreleased Bitterness«                   | 7:44                                      |                                           |                                           |                                           |                                           |                                           |                                           |                                           |
| 57:04                                     |                                           |                                           |                                           |                                           |                                           |                                           |                                           |                                           |                                           |

## Recenzije
Stephen Thomas Erlewine, glazbeni kritičar sa stranice AllMusic, dodijelio je albumu tri od pet zvjezdica te je izjavio: "Kao što su to činili Tool i Type O Negative prije njega, My Dying Bride spaja heavy metal s dubokim, zloslutnim osjećajem sumornosti s kojim je goth-rock sredinom 1980-ih bio dobro upoznat. As the Flower Withers, debitantski album My Dying Bridea, sastoji se od svjesno mučenog niza sporih, nepodnošljivo žestokih i morbidnih heavy metal pjesama. To je album čije same pjesme nisu najbitniji dio -- već zvukovi i teksture te za obožavatelje narcisoidnog, apokaliptičnog metala, As the Flower Withers nije tako loš."

## Zasluge
| My Dying Bride - Aaron Stainthorpe – vokali - Andrew Craighan – gitara - Calvin Robertshaw – gitara - Adrian "Ade" Jackson – bas-gitara - Rick Miah – bubnjevi Dodatni glazbenici - Martin Powell – violina - Wolfgang Bremmer – rog | Ostalo osoblje - Dave McKean – naslovnica, dizajn, ilustracije - Noel Summerville – mastering - Keith Appleton – inženjer zvuka - Paul "Hammy" Halmshaw – produkcija |